# 愛知県道498号三蔵子一宮線
愛知県道498号三蔵子一宮線（あいちけんどう498ごう さんぞうごいちのみやせん）は、愛知県豊川市内を走る一般県道である。

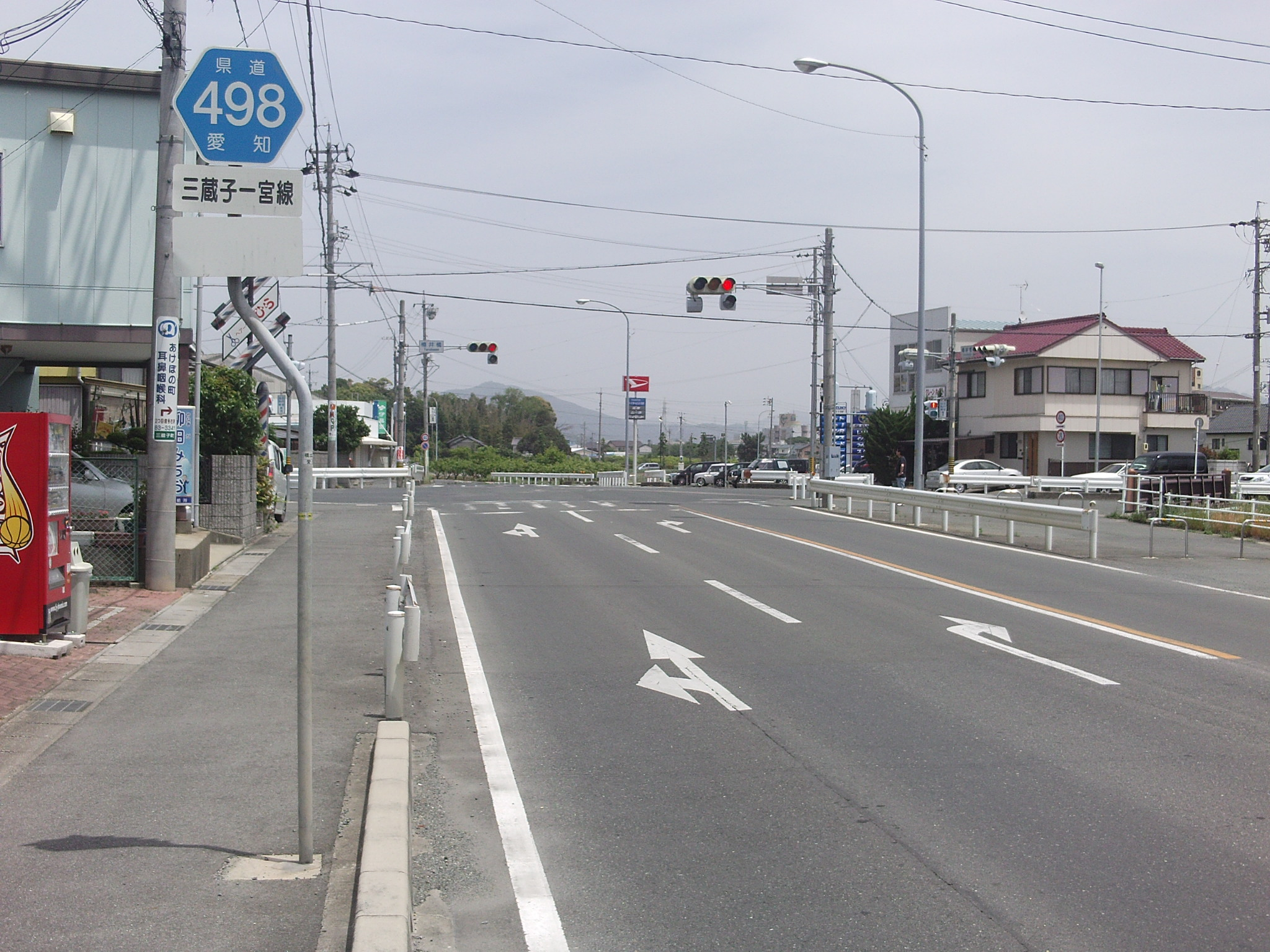
三蔵子町。樽井橋手前。

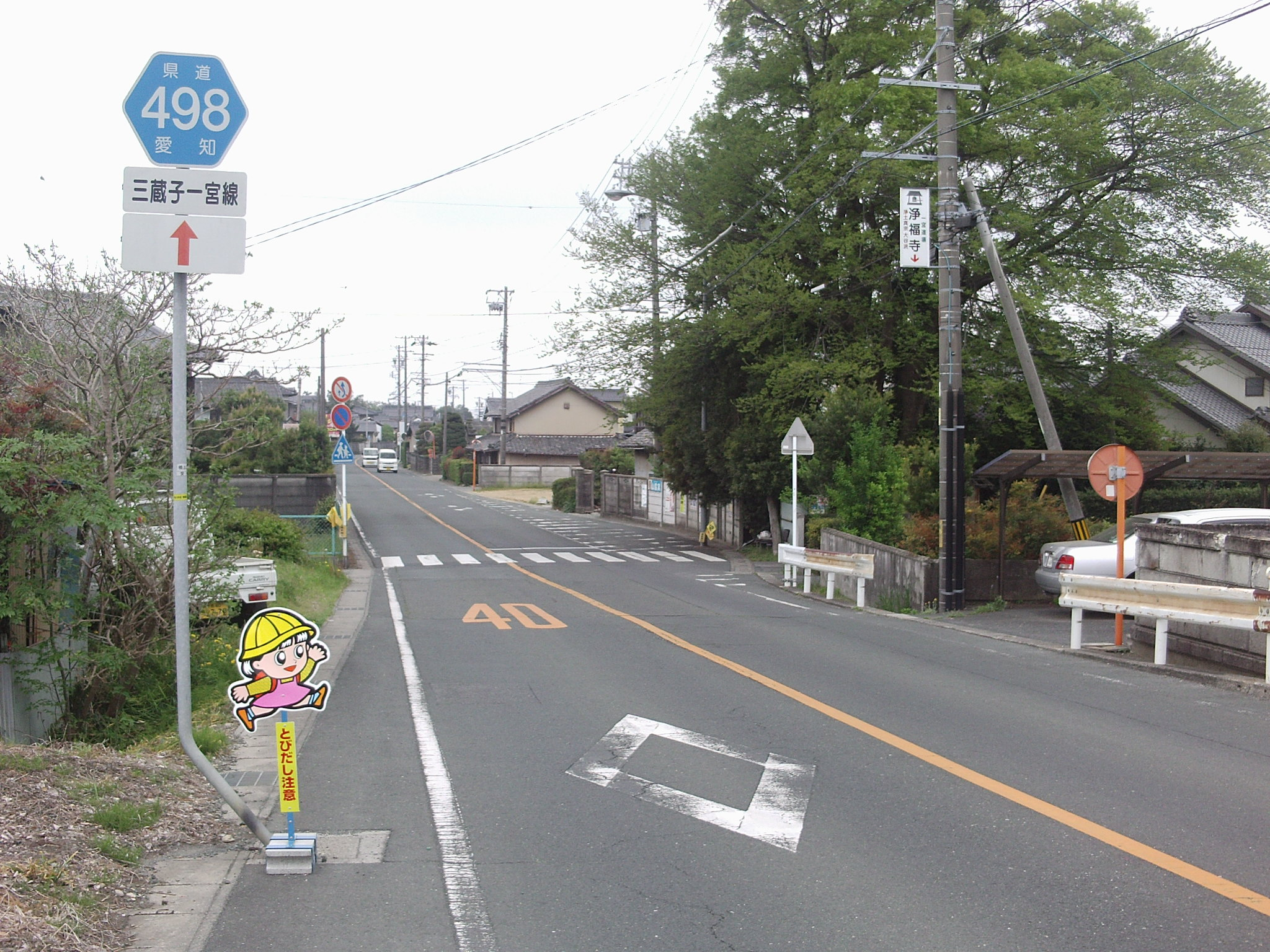
一宮町（現･豊川市の市域）側。終点側ではJR飯田線の「県道踏切」を通過して三河一宮駅を経由しつつ砥鹿神社手前に至る。

## 概要

### 路線データ
- 起点：愛知県豊川市本野町（桜木通6丁目交差点）
- 終点：愛知県豊川市一宮町（砥鹿神社交差点）
- 総延長：約3.8km

### 暫定共用区間
- 愛知県道31号東三河環状線（本野町東浦交差点）

## 沿革
- 1972年5月4日：認定
- 2014年12月：三蔵子町大道交差点の取り付けを後から整備されていた市道側が直進となるよう変更。同時に当県道の起点を本野町東浦交差点から桜木通6丁目交差点に変更、当該直進道路が当県道となり市道との重複が長くなる。

## 沿線
- シャトレーゼ豊川店
- 佐奈川（大道橋、であい橋）
- 土々川（樽井橋）
- オーエスジー 豊川工場
- ローソン豊川篠田店
- 一宮大木簡易郵便局
- 帯川（甚左橋）
- 豊川市立一宮西部小学校
- JR飯田線 三河一宮駅
- OSGアカデミーデザインセンター
- 砥鹿神社

## 別名
- ふれあいプロムナード（豊川市）

## 交差・接続する道路
- 愛知県道31号東三河環状線（桜木通：桜木通6丁目交差点、交差）
- 豊川市道上宿樽井線（桜木通6丁目交差点(直進) - 樽井橋交差点間で重複）
- 豊川市道三蔵子一里塚大道線（三蔵子町大道交差点：当線の旧道、丁字交差）
- 豊川市道古宿樽井線（稲荷通の延長線：樽井橋交差点）
- 愛知県道31号東三河環状線（新道：四ツ家交差点）
- 豊川市道中通線（末広通の延長線：大木新町通交差点、丁字交差）
- 〈国道151号一宮パイパス(建設中)（大木新町通地内で交差予定）〉
- 豊川市道大木鑓水石道1号線（豊川市大木町石道、直進）
- 国道151号（砥鹿神社交差点、交差）
- 豊川市道御手洗坂線（同、直進：砥鹿神社東方で県道380号に接続）